# Bethlehem, New Hampshire
Bethlehem är en kommun (town) i Grafton County i delstaten New Hampshire, USA med 2 526 invånare (2010). 